# Kentsū Yabu
Kentsū Yabu (屋部 憲通, Yabu Kentsū, 1866 - 1937) fut grand maître de karaté Shōrin-ryū à Okinawa de 1910 à 1930. Il fut probablement le tout premier à faire une démonstration de karaté à Hawaï.

## Biographie
Il est né à Shuri, Okinawa, in 1866. Il était l'ainé d'une famille de 10 enfants. Il avait trois frères, trois sœurs, et trois demi-sœurs. 
En tant que jeune homme, il a commencé l'entraînement chez Sōkon Matsumura (1809 - 1896), puis chez Itosu Ankō (1830-1915), disciple et successeur du précédent.
En 1891, il sert en Mandchourie comme lieutenant dans l'armée japonaise, lors de la première guerre sino-japonaise, mais il est surnommé gunso (sergent).
Rentrant chez lui, en 1902, il fait des études pour devenir enseignant.
En 1898, son fils aîné, Kenden, s'installe à Hawaï; puis part pour la Californie en 1912, où il est connu sous le nom de Kenden Yabe. Il s'y marie en 1919, et, en 1921 dès qu'il apprend que sa belle-fille est enceinte, Kentsū Yabu part s'installer aux côtés de son fils. Mais l'année d'après, Kenden n'ayant engendré que des filles, Kentsu Yabu, fort désappointé, rentre à Okinawa fin 1922.
Il est retourné aux États-Unis en 1927, en passant par Hawaï, où il reste quelques mois, et fit une démonstration à Honolulu.
En 1936, il visita Tokyo avec son condisciple et ami de toujours, Chomo Hanashiro, où il rencontra le jeune Shōshin Nagamine, qui plus tard, deviendra lui aussi un "Grand Maître".
Il meurt à Shuri en 1937.